# Järvenpäänoja
Järvenpäänoja is een beek, die stroomt in de Zweedse  provincie Norrbottens län. De Järvenpääoja krijgt haar water uit een moerasgebied, stroomt zuidoostwaarts en levert haar water af aan het Vyönijärvi. Ze is ongeveer 2 kilometer lang.